# Freya petrunkevitchi
Freya petrunkevitchi är en spindelart som beskrevs av Arthur M. Chickering 1946. Freya petrunkevitchi ingår i släktet Freya och familjen hoppspindlar. Inga underarter finns listade i Catalogue of Life.